# Sebastián Scalise
Sebastián Scalise (n. 1 de enero de 1979 en Mar del Plata, Argentina) es un exfutbolista argentino. Se desempeñaba como delantero.

## Trayectoria
Surgido de las divisiones inferiores de Independiente, en el año 2000 se transforma en refuerzo de Gimnasia y Esgrima La Plata. Cuenta con una gran trayectoria en el fútbol de ascenso de España, y también con pasado en el fútbol inglés, ya que formó parte de Bolton Wanderers y Exeter City.

## Clubes
| Club                        | País       | Año         |
| --------------------------- | ---------- | ----------- |
| Gimnasia y Esgrima La Plata | Argentina  | 2000 – 2001 |
| Bolton Wanderers            | Inglaterra | 2001        |
| Badajoz                     | España     | 2002        |
| Díter Zafra                 | España     | 2002        |
| Exeter City                 | Inglaterra | 2002        |
| Ayamonte CF                 | España     | 2003        |
| Unión Deportiva Maracena    | España     | 2003 - 2004 |
| Martos CD                   | España     | 2004 - 2006 |
| Díter Zafra                 | España     | 2006 - 2007 |
| Sporting Villanueva         | España     | 2007 – 2008 |
| Imperio CD de Madrid        | España     | 2008 – 2009 |
| Sporting Villanueva         | España     | 2009 - 2010 |
| Club Deportivo Miajadas     | España     | 2010 – 2011 |